# Superliga polska w piłce ręcznej mężczyzn (2018/2019) – wyniki rundy spadkowej
Wszystkie mecze ułożone są chronologicznie, w przypadku rozgrywania meczów o tej samej godzinie wcześniejszym jest mecz o niższym numerze meczu.

## Runda spadkowa

### Kolejka 1 – 16.04.2019
| 18317 kwietnia 201918:30 | MKS Kalisz       | 27:22(15:12) | Wybrzeże Gdańsk         | gospodarz Widzów: 1800 Sędzia: Krzysztof Bąk, Kamil Ciesielski (Zielona Góra) |
| 18317 kwietnia 201918:30 | Kirył Kniazieu 8 | 27:22(15:12) | 8 Krzysztof Komarzewski | gospodarz Widzów: 1800 Sędzia: Krzysztof Bąk, Kamil Ciesielski (Zielona Góra) |
| 18317 kwietnia 201918:30 | 5× · 4×          | 27:22(15:12) | 4× · 2×                 | gospodarz Widzów: 1800 Sędzia: Krzysztof Bąk, Kamil Ciesielski (Zielona Góra) |

| 18517 kwietnia 201918:30 | Pogoń Szczecin                   | 29:29 k. 2:4(14:15, k. 2:4) | Stal Mielec                       | gospodarz Widzów: 300 Sędzia: Łukasz Kamrowski (Cedry Wielkie) Piotr Wojdyr (Gdańsk) |
| 18517 kwietnia 201918:30 |                                  | 29:29 k. 2:4(14:15, k. 2:4) |                                   | gospodarz Widzów: 300 Sędzia: Łukasz Kamrowski (Cedry Wielkie) Piotr Wojdyr (Gdańsk) |
| 18517 kwietnia 201918:30 | 4× · 3×                          | 29:29 k. 2:4(14:15, k. 2:4) | 6× · 3×                           | gospodarz Widzów: 300 Sędzia: Łukasz Kamrowski (Cedry Wielkie) Piotr Wojdyr (Gdańsk) |
| 18517 kwietnia 201918:30 | Rybski , Bosy , Krysiak , Horiha | Rzuty karne                 | Mochocki, Krępa, Rutkowski, Krupa | gospodarz Widzów: 300 Sędzia: Łukasz Kamrowski (Cedry Wielkie) Piotr Wojdyr (Gdańsk) |

| 18417 kwietnia 201919:00 | Zagłębie Lubin                        | 22:26(9:16) | Arka Gdynia       | gospodarz Widzów: 280 Sędzia: Mariusz Marciniak, Piotr Radziszewski (Wolsztyn) |
| 18417 kwietnia 201919:00 | Krzysztof Bondzior 4 Marcel Sroczyk 6 | 22:26(9:16) | 5 Robert Kamyszek | gospodarz Widzów: 280 Sędzia: Mariusz Marciniak, Piotr Radziszewski (Wolsztyn) |
| 18417 kwietnia 201919:00 | 3× · 3×                               | 22:26(9:16) | 5× · 3×           | gospodarz Widzów: 280 Sędzia: Mariusz Marciniak, Piotr Radziszewski (Wolsztyn) |

### Kolejka 2 – 20.04.2019
| 18620 kwietnia 201913:00 | MKS Kalisz       | 26:22(15:11) | Stal Mielec                     | gospodarz Widzów: 1800 Sędzia: Joanna Brehmer (Mikołów) Agnieszka Skowronek (Ruda Śląska) |
| 18620 kwietnia 201913:00 | Kirył Kniazieu 7 | 26:22(15:11) | 4 Piotr Krępa Tomasz Mochocki 4 | gospodarz Widzów: 1800 Sędzia: Joanna Brehmer (Mikołów) Agnieszka Skowronek (Ruda Śląska) |
| 18620 kwietnia 201913:00 | 4× · 2×          | 26:22(15:11) | 1× · 3×                         | gospodarz Widzów: 1800 Sędzia: Joanna Brehmer (Mikołów) Agnieszka Skowronek (Ruda Śląska) |

| 18820 kwietnia 201915:00 | Wybrzeże Gdańsk         | 35:30(19:15) | Zagłębie Lubin                       | gospodarz Widzów: 600 Sędzia: Bartosz Leszczyński, Marcin Piechota (Płock) |
| 18820 kwietnia 201915:00 | Krzysztof Komarzewski 8 | 35:30(19:15) | 6 Paweł Dudkowski 6 Roman Chychykalo | gospodarz Widzów: 600 Sędzia: Bartosz Leszczyński, Marcin Piechota (Płock) |
| 18820 kwietnia 201915:00 | 5× · 3×                 | 35:30(19:15) | 2× · 2×                              | gospodarz Widzów: 600 Sędzia: Bartosz Leszczyński, Marcin Piechota (Płock) |

| 18720 kwietnia 201916:00 | Arka Gdynia    | 28:27(15:14) | Pogoń Szczecin    | gospodarz Widzów: 100 Sędzia: Grzegorz Młyński (Zwoleń) Rafał Puszkarski (Legionowo) |
| 18720 kwietnia 201916:00 | Rafał Jamioł 6 | 28:27(15:14) | 7 Mateusz Zaremba | gospodarz Widzów: 100 Sędzia: Grzegorz Młyński (Zwoleń) Rafał Puszkarski (Legionowo) |
| 18720 kwietnia 201916:00 | 3× · 3×        | 28:27(15:14) | 4× · 3×           | gospodarz Widzów: 100 Sędzia: Grzegorz Młyński (Zwoleń) Rafał Puszkarski (Legionowo) |

### Kolejka 3 – 24.04.2019
| 18924 kwietnia 201918:00 | Zagłębie Lubin     | 29:30(17:16) | MKS Kalisz        | gospodarz Widzów: 434 Sędzia: Krzysztof Bąk, Kamil Ciesielski (Zielona Góra) |
| 18924 kwietnia 201918:00 | Stanisław Gębala 6 | 29:30(17:16) | 11 Kirył Kniazieu | gospodarz Widzów: 434 Sędzia: Krzysztof Bąk, Kamil Ciesielski (Zielona Góra) |
| 18924 kwietnia 201918:00 | 5× · 3×            | 29:30(17:16) | 8× · 3× · 1×      | gospodarz Widzów: 434 Sędzia: Krzysztof Bąk, Kamil Ciesielski (Zielona Góra) |

| 19124 kwietnia 201919:00 | Stal Mielec  | 23:32(11:19) | Arka Gdynia    | gospodarz Widzów: 250 Sędzia: Cezary Figarski, Dariusz Żak (Radom) |
| 19124 kwietnia 201919:00 | Paweł Wilk 7 | 23:32(11:19) | 6 Rafał Jamioł | gospodarz Widzów: 250 Sędzia: Cezary Figarski, Dariusz Żak (Radom) |
| 19124 kwietnia 201919:00 | 5× · 3×      | 23:32(11:19) | 8× · 4×        | gospodarz Widzów: 250 Sędzia: Cezary Figarski, Dariusz Żak (Radom) |

| 19024 kwietnia 201919:30 | Pogoń Szczecin | 31:24(15:9) | Wybrzeże Gdańsk     | gospodarz Widzów: 200 Sędzia: Korneliusz Habierski, Grzegorz Skrobak (Głogów) |
| 19024 kwietnia 201919:30 | Piotr Rybski 8 | 31:24(15:9) | 8 Adrian Kondratiuk | gospodarz Widzów: 200 Sędzia: Korneliusz Habierski, Grzegorz Skrobak (Głogów) |
| 19024 kwietnia 201919:30 | 5× · 3×        | 31:24(15:9) | 6× · 3× · 1×        | gospodarz Widzów: 200 Sędzia: Korneliusz Habierski, Grzegorz Skrobak (Głogów) |

### Kolejka 4 – 27.04.2019
| 19327 kwietnia 201916:00 | Wybrzeże Gdańsk                                        | 27:27 k. 4:5(4:5, k. 4:5) | Stal Mielec                                 | gospodarz Widzów: 680 Sędzia: Michał Orzech, Robert Orzech (Brodnica) |
| 19327 kwietnia 201916:00 | Adrian Kondratiuk 9                                    | 27:27 k. 4:5(4:5, k. 4:5) | 8 Bartosz Kowalczyk                         | gospodarz Widzów: 680 Sędzia: Michał Orzech, Robert Orzech (Brodnica) |
| 19327 kwietnia 201916:00 | 1× · 4×                                                | 27:27 k. 4:5(4:5, k. 4:5) | 2× · 3×                                     | gospodarz Widzów: 680 Sędzia: Michał Orzech, Robert Orzech (Brodnica) |
| 19327 kwietnia 201916:00 | Kondratiuk , Prymlewicz , Wróbel , Komarzewski , Papaj | Rzuty karne               | Kowalczyk, Wilk, Rutkowski, Krupa, Kornecki | gospodarz Widzów: 680 Sędzia: Michał Orzech, Robert Orzech (Brodnica) |

| 19427 kwietnia 201918:00 | Zagłębie Lubin    | 26:23(12:12) | Pogoń Szczecin     | gospodarz Widzów: 402 Sędzia: Andrzej Kierczak (Pielgrzymowice) Tomasz Wrona (Kraków) |
| 19427 kwietnia 201918:00 | Paweł Dudkowski 8 | 26:23(12:12) | 7 Patryk Biernacki | gospodarz Widzów: 402 Sędzia: Andrzej Kierczak (Pielgrzymowice) Tomasz Wrona (Kraków) |
| 19427 kwietnia 201918:00 | 2× · 2×           | 26:23(12:12) | 4× · 4×            | gospodarz Widzów: 402 Sędzia: Andrzej Kierczak (Pielgrzymowice) Tomasz Wrona (Kraków) |

| 19227 kwietnia 201918:30 | MKS Kalisz      | 32:19(15:10) | Arka Gdynia                             | gospodarz Widzów: 2100 Sędzia: Filip Fahner, Łukasz Kubis (Głogów) |
| 19227 kwietnia 201918:30 | Paulo Grozdek 7 | 32:19(15:10) | 5 Michał Skwierawski 5 Rafał Rychlewski | gospodarz Widzów: 2100 Sędzia: Filip Fahner, Łukasz Kubis (Głogów) |
| 19227 kwietnia 201918:30 | 5× · 3×         | 32:19(15:10) | 2× · 2×                                 | gospodarz Widzów: 2100 Sędzia: Filip Fahner, Łukasz Kubis (Głogów) |

### Kolejka 5 – 01.05.2019
| 1951 maja 201916:00 | Pogoń Szczecin                    | 24:22(16:13) | MKS Kalisz       | gospodarz Widzów: 350 Sędzia: Krzysztof Bąk, Kamil Ciesielski (Zielona Góra) |
| 1951 maja 201916:00 | Patryk Biernacki 5 Piotr Rybski 5 | 24:22(16:13) | 6 Kirył Kniazieu | gospodarz Widzów: 350 Sędzia: Krzysztof Bąk, Kamil Ciesielski (Zielona Góra) |
| 1951 maja 201916:00 | 5× · 3×                           | 24:22(16:13) | 5× · 3×          | gospodarz Widzów: 350 Sędzia: Krzysztof Bąk, Kamil Ciesielski (Zielona Góra) |

| 1961 maja 201918:00 | Stal Mielec                | 26:27(17:16) | Zagłębie Lubin                       | gospodarz Widzów: 290 Sędzia: Kamil Dąborowski, Paweł Staniek (Kielce) |
| 1961 maja 201918:00 | Piotr Krępa 5 Paweł Wilk 5 | 26:27(17:16) | 5 Marcel Sroczyk 5 Krystian Bondzior | gospodarz Widzów: 290 Sędzia: Kamil Dąborowski, Paweł Staniek (Kielce) |
| 1961 maja 201918:00 | 8× · 2×                    | 26:27(17:16) | 7× · 3× · 1×                         | gospodarz Widzów: 290 Sędzia: Kamil Dąborowski, Paweł Staniek (Kielce) |

| 1971 maja 201918:30 | Arka Gdynia       | 29:30(13:16) | Wybrzeże Gdańsk     | gospodarz Widzów: 600 Sędzia: Jakub Jerlecki, Maciej Łabuń (Szczecin) |
| 1971 maja 201918:30 | Robert Kamyszek 8 | 29:30(13:16) | 9 Adrian Kondratiuk | gospodarz Widzów: 600 Sędzia: Jakub Jerlecki, Maciej Łabuń (Szczecin) |
| 1971 maja 201918:30 | 2× · 3×           | 29:30(13:16) | 5× · 2×             | gospodarz Widzów: 600 Sędzia: Jakub Jerlecki, Maciej Łabuń (Szczecin) |

## Runda spadkowa – rewanże

### Kolejka 6 – 04.05.2019
| 1984 maja 201916:00 | Wybrzeże Gdańsk         | 27:30(12:15) | MKS Kalisz       | gospodarz Widzów: 700 Sędzia: Grzegorz Młyński (Zwoleń) Rafał Puszkarski (Legionowo) |
| 1984 maja 201916:00 | Krzysztof Komarzewski 6 | 27:30(12:15) | 8 Kirył Kniazieu | gospodarz Widzów: 700 Sędzia: Grzegorz Młyński (Zwoleń) Rafał Puszkarski (Legionowo) |
| 1984 maja 201916:00 | 4× · 4×                 | 27:30(12:15) | 9× · 3×          | gospodarz Widzów: 700 Sędzia: Grzegorz Młyński (Zwoleń) Rafał Puszkarski (Legionowo) |

| 2004 maja 201918:00 | Stal Mielec       | 25:27(10:12) | Pogoń Szczecin | gospodarz Widzów: 270 Sędzia: Michał Fabryczny (Mysłowice) Jakub Rawicki (Katowice) |
| 2004 maja 201918:00 | Hubert Kornecki 6 | 25:27(10:12) | 7 Piotr Rybski | gospodarz Widzów: 270 Sędzia: Michał Fabryczny (Mysłowice) Jakub Rawicki (Katowice) |
| 2004 maja 201918:00 | 1× · 2×           | 25:27(10:12) | 4× · 3×        | gospodarz Widzów: 270 Sędzia: Michał Fabryczny (Mysłowice) Jakub Rawicki (Katowice) |

| 1995 maja 201916:00 | Arka Gdynia        | 26:30(16:13) | Zagłębie Lubin   | gospodarz Widzów: 200 Sędzia: Dariusz Mroczkowski, Jakub Mroczkowski (Sierpc) |
| 1995 maja 201916:00 | Rafał Rychlewski 7 | 26:30(16:13) | 8 Marcel Sroczyk | gospodarz Widzów: 200 Sędzia: Dariusz Mroczkowski, Jakub Mroczkowski (Sierpc) |
| 1995 maja 201916:00 | 2× · 3× · 1×       | 26:30(16:13) | 7× · 3× · 1×     | gospodarz Widzów: 200 Sędzia: Dariusz Mroczkowski, Jakub Mroczkowski (Sierpc) |

### Kolejka 7 – 08.05.2019
| 2028 maja 201918:30 | Pogoń Szczecin | 39:14(17:5) | Arka Gdynia       | gospodarz Widzów: 250 Sędzia: Mariusz Marciniak, Piotr Radziszewski (Wolsztyn) |
| 2028 maja 201918:30 | Paweł Krupa 10 | 39:14(17:5) | 5 Borys Brukwicki | gospodarz Widzów: 250 Sędzia: Mariusz Marciniak, Piotr Radziszewski (Wolsztyn) |
| 2028 maja 201918:30 | 5× · 3×        | 39:14(17:5) | 7× · 3×           | gospodarz Widzów: 250 Sędzia: Mariusz Marciniak, Piotr Radziszewski (Wolsztyn) |

| 2038 maja 201918:30 | Zagłębie Lubin   | 24:28(13:12) | Wybrzeże Gdańsk     | gospodarz Widzów: 640 Sędzia: Michał Fabryczny (Mysłowice) Jakub Rawicki (Katowice) |
| 2038 maja 201918:30 | Marcel Sroczyk 6 | 24:28(13:12) | 7 Adrian Kondratiuk | gospodarz Widzów: 640 Sędzia: Michał Fabryczny (Mysłowice) Jakub Rawicki (Katowice) |
| 2038 maja 201918:30 | 6× · 3×          | 24:28(13:12) | 7× · 2×             | gospodarz Widzów: 640 Sędzia: Michał Fabryczny (Mysłowice) Jakub Rawicki (Katowice) |

| 2018 maja 201919:00 | Stal Mielec   | 23:29(10:15) | MKS Kalisz    | gospodarz Widzów: 250 Sędzia: Andrzej Chrzan, Michał Janas (Tarnów) |
| 2018 maja 201919:00 | Piotr Krępa 5 | 23:29(10:15) | 7 Michał Drej | gospodarz Widzów: 250 Sędzia: Andrzej Chrzan, Michał Janas (Tarnów) |
| 2018 maja 201919:00 | 3× · 1× · 1×  | 23:29(10:15) | 4× · 2×       | gospodarz Widzów: 250 Sędzia: Andrzej Chrzan, Michał Janas (Tarnów) |

### Kolejka 8 – 15.05.2019
| 20515 maja 201918:00 | Wybrzeże Gdańsk                         | 25:27(17:15) | Pogoń Szczecin                     | gospodarz Widzów: 200 Sędzia: Dariusz Mroczkowski, Jakub Mroczkowski (Sierpc) |
| 20515 maja 201918:00 | Kelian Janikowski 6 Adrian Kondratiuk 6 | 25:27(17:15) | 5 Patryk Biernacki 5 Dmytro Horiha | gospodarz Widzów: 200 Sędzia: Dariusz Mroczkowski, Jakub Mroczkowski (Sierpc) |
| 20515 maja 201918:00 | 2× · 3×                                 | 25:27(17:15) | 4× · 4×                            | gospodarz Widzów: 200 Sędzia: Dariusz Mroczkowski, Jakub Mroczkowski (Sierpc) |

| 20615 maja 201918:00 | Arka Gdynia          | 30:41(11:21) | Stal Mielec   | gospodarz Widzów: 100 Sędzia: Bartosz Leszczyński, Marcin Piechota (Płock) |
| 20615 maja 201918:00 | Michał Skwierawski 7 | 30:41(11:21) | 9 Piotr Krępa | gospodarz Widzów: 100 Sędzia: Bartosz Leszczyński, Marcin Piechota (Płock) |
| 20615 maja 201918:00 | 2× · 3×              | 30:41(11:21) | 8× · 2×       | gospodarz Widzów: 100 Sędzia: Bartosz Leszczyński, Marcin Piechota (Płock) |

| 20416 maja 201918:30 | MKS Kalisz    | 23:28(12:15) | Zagłębie Lubin | gospodarz Widzów: 2250 Sędzia: Krzysztof Bąk, Kamil Ciesielski (Zielona Góra) |
| 20416 maja 201918:30 | Michał Drej 7 | 23:28(12:15) | 6 Jakub Moryń  | gospodarz Widzów: 2250 Sędzia: Krzysztof Bąk, Kamil Ciesielski (Zielona Góra) |
| 20416 maja 201918:30 | 5× · 3×       | 23:28(12:15) | 4× · 3×        | gospodarz Widzów: 2250 Sędzia: Krzysztof Bąk, Kamil Ciesielski (Zielona Góra) |

### Kolejka 9 – 18.05.2019
| 20718 maja 201916:00 | Arka Gdynia        | 29:31(14:18) | MKS Kalisz                    | gospodarz Widzów: 70 Sędzia: Dariusz Mroczkowski, Jakub Mroczkowski (Sierpc) |
| 20718 maja 201916:00 | Rafał Rychlewski 8 | 29:31(14:18) | 6 Michał Drej 6 Michał Bałwas | gospodarz Widzów: 70 Sędzia: Dariusz Mroczkowski, Jakub Mroczkowski (Sierpc) |
| 20718 maja 201916:00 | 7× · 3× · 1×       | 29:31(14:18) | 4× · 3× · 1×                  | gospodarz Widzów: 70 Sędzia: Dariusz Mroczkowski, Jakub Mroczkowski (Sierpc) |

| 20818 maja 201918:00 | Stal Mielec                     | 23:24(9:10) | Wybrzeże Gdańsk     | gospodarz Widzów: 280 Sędzia: Andrzej Chrzan, Michał Janas (Tarnów) |
| 20818 maja 201918:00 | Rafał Krupa 6 Tomasz Mochocki 6 | 23:24(9:10) | 7 Adrian Kondratiuk | gospodarz Widzów: 280 Sędzia: Andrzej Chrzan, Michał Janas (Tarnów) |
| 20818 maja 201918:00 | 5× · 3×                         | 23:24(9:10) | 4× · 1×             | gospodarz Widzów: 280 Sędzia: Andrzej Chrzan, Michał Janas (Tarnów) |

| 20919 maja 201919:00 | Pogoń Szczecin  | 31:27(14:12) | Zagłębie Lubin    | gospodarz Widzów: 299 Sędzia: Bartosz Leszczyński, Marcin Piechota (Płock) |
| 20919 maja 201919:00 | Dawid Krysiak 7 | 31:27(14:12) | 5 Paweł Dudkowski | gospodarz Widzów: 299 Sędzia: Bartosz Leszczyński, Marcin Piechota (Płock) |
| 20919 maja 201919:00 | 6× · 1×         | 31:27(14:12) | 6× · 2×           | gospodarz Widzów: 299 Sędzia: Bartosz Leszczyński, Marcin Piechota (Płock) |

### Kolejka 10 – 22.05.2019
| 21222 maja 201918:00 | Wybrzeże Gdańsk                                  | 26:26 k. 4:2(16:14, k. 4:2) | Arka Gdynia                                  | gospodarz Widzów: 1100 Sędzia: Michał Orzech, Robert Orzech (Brodnica) |
| 21222 maja 201918:00 | Kelian Janikowski 6                              | 26:26 k. 4:2(16:14, k. 4:2) | 5 Robert Kamyszek                            | gospodarz Widzów: 1100 Sędzia: Michał Orzech, Robert Orzech (Brodnica) |
| 21222 maja 201918:00 | 2× · 2×                                          | 26:26 k. 4:2(16:14, k. 4:2) | 7× · 2×                                      | gospodarz Widzów: 1100 Sędzia: Michał Orzech, Robert Orzech (Brodnica) |
| 21222 maja 201918:00 | Kondratiuk , Gądek , Wróbel , Prymlewicz , Papaj | Rzuty karne                 | Rychlewski, Skwierawski, Kamyszek, Brukwicki | gospodarz Widzów: 1100 Sędzia: Michał Orzech, Robert Orzech (Brodnica) |

| 21122 maja 201918:00 | Zagłębie Lubin   | 26:30(16:14) | Stal Mielec   | gospodarz Widzów: 525 Sędzia: Michał Fabryczny (Mysłowice) Jakub Rawicki (Katowice) |
| 21122 maja 201918:00 | Marcel Sroczyk 6 | 26:30(16:14) | 6 Piotr Krępa | gospodarz Widzów: 525 Sędzia: Michał Fabryczny (Mysłowice) Jakub Rawicki (Katowice) |
| 21122 maja 201918:00 | 3× · 4×          | 26:30(16:14) | 2× · 2×       | gospodarz Widzów: 525 Sędzia: Michał Fabryczny (Mysłowice) Jakub Rawicki (Katowice) |

| 21022 maja 201918:30 | MKS Kalisz       | 25:24(13:9) | Pogoń Szczecin  | gospodarz Widzów: 1800 Sędzia: Dariusz Mroczkowski, Jakub Mroczkowski (Sierpc) |
| 21022 maja 201918:30 | Kirył Kniazieu 7 | 25:24(13:9) | 9 Dmytro Horiha | gospodarz Widzów: 1800 Sędzia: Dariusz Mroczkowski, Jakub Mroczkowski (Sierpc) |
| 21022 maja 201918:30 | 3× · 3×          | 25:24(13:9) | 4× · 3×         | gospodarz Widzów: 1800 Sędzia: Dariusz Mroczkowski, Jakub Mroczkowski (Sierpc) |